# 联合国安全理事会第1688号决议
联合国安理会1688号决议是2006年6月16日在联合国安全理事会第5466次会议通过的。这个决议是关于塞拉利昂和利比里亚局势的，草案由英国提出。会议由丹麦代表主持，安理会的15个国家全部投了赞成票。
决议认定利比里亚前总统查尔斯·泰勒应当受到审判，但如果在西非受审，将对地区安全造成威胁。因此，决议决定，塞拉利昂问题特别法庭将在荷兰设立分庭审判泰勒。

## 相关决议
- 联合国安理会1315号决议
- 联合国安理会1521号决议